# Акоста Эрнандес, Рубен
Рубе́н Ако́ста Эрна́ндес (исп. Ruben Acosta Hernandez; род. 4 апреля 1934) — волейбольный функционер, президент ФИВБ (1984—2008).
В молодости Рубен Акоста увлекался многими видами спорта: волейболом, баскетболом, теннисом, плаванием, гольфом. В 1952—1955 — волейбольный тренер, в 1956—1963 — волейбольный судья. Президент Федерации волейбола Мексики (1965—1984), генеральный секретарь Конфедерации спорта Мексики (1967—1969). Входил в оргкомитет по проведению Игр XIX Олимпиады в Мехико (1968). Организатор и президент Конфедерации волейбола Северной, Центральной Америки и Карибского бассейна (NORCECA) (1969—1984). Участвовал в организации и проведении чемпионатов мира в Мексике 1974 года среди мужских и женских команд. В 1974 году избран вице-президентом Международной федерации волейбола (ФИВБ).
В 1984 году на Конгрессе в Лос-Анджелесе (США) Рубен Акоста Эрнандес был избран президентом ФИВБ. Впоследствии он неоднократно переизбирался на этот пост до своего ухода в отставку в 2008 году. Тогда же был избран Почётным президентом Международной федерации волейбола.
За время руководства ФИВБ Рубеном Акостой Эрнандесом организация выросла со 156 до 219 членов, став крупнейшей международной спортивной федерацией. По предложению Акосты были значительно трансформированы правила игры с целью повышения зрелищности и привлекательности волейбола для средств массовой информации, прежде всего телевидения. В частности матчи стали проходить по системе «тай-брейка», что ограничило продолжительность встреч; введена игровая функция свободного защитника (либеро) и прочее. Благодаря активной деятельности президента ФИВБ значительное развитие получила пляжная разновидность волейбола, а в 1996 году этот вид был включён в олимпийскую программу. По инициативе Акосты международный волейбольный календарь пополнился двумя новыми крупнейшими коммерческими турнирами для национальных сборных команд — Мировой лигой у мужчин и Гран-при у женщин.
В 2000 году был избран членом Международного олимпийского комитета.
В 1963 году Рубен Акоста Эрнандес окончил юридический факультет Национального автономного университета Мексики. Доктор уголовного права и педагогики. Автор большого количества работ по организации и управлению спортом.
Является кавалером ордена Почётного легиона (2001), награждён Олимпийским орденом МОК (1988), а также орденами и медалями многих стран и организаций. Почётный гражданин Хиросимы, Кот-д’Ивуара, Атланты.